# 国鉄キ700形貨車
国鉄キ700形貨車（こくてつキ700がたかしゃ）は、1926年（大正15年）に輸入、1927年（昭和2年）から国産化された、鉄道省（後に日本国有鉄道）の事業用貨車（広幅雪かき車）である。製造時はキ400形（初代）であった。

## 概要
駅や操車場構内を除雪するための広幅雪かき車（ジョルダン車）として1926年（大正15年）にアメリカ合衆国のジョルダン社から2両を輸入し、これを参考に鉄道省は部内の工場で広幅雪かき車の国産化を開始した。登場時はユキ400形の形式が付与され、1928年の車両称号規程改正でキ400形（初代）となった。さらに1941年（昭和16年）3月の称号改正でキ700と改称された。ユキ400形（キ400形）として15両（キ400 - キ414）、キ700形への改称後に9両（キ715 - キ723）の計24両が製造されている。
アメリカから輸入した2両（キ400、キ401）は台枠の端部に前鋤、中央部には雪かき翼とそれを開閉する空気シリンダ・エアタンクを備えるのみの簡素な構造だったが、国産化したキ402以降の車両では前方の確認や機器の操作を行う木造の乗務員室（操縦室）が備えられ輸入車も同様に改造された。さらに戦後製のキ721 - キ723では乗務員室を鋼製化し、戦前製の木造乗務員室を備えた車両も昭和30年代までに鋼体化された。なお木造時代の乗務員室は前面が折妻型になっているもの、側面に出窓を備えたものも存在していたが、鋼体化で前面2枚窓の切妻型に統一され、昭和40年代以降は後部に機器室が増設された。また初期の製造分は前面に前鋤を備えるのみであったが、製造途中から開閉式の延鋤と補助翼が取り付けられより除雪能力を高めている。雪かき翼は左右どちらでも除雪でき、最大除雪幅は5.5 m。前頭が直立しているため、除雪速度は遅めである。
全長11,350 mm、自重35.3 t。台車はTR20だが、戦後製造分はTR41となり戦前型でも換装した車両がある。
塗色は黒であるが、1968年（昭和43年）10月ダイヤ改正（ヨンサントオ）においては最高速度65 km/h未満の貨車であるため、速度制限運用車に指定され、側面にそれを示す黄1号の帯が入った。
1979年（昭和54年）から1983年（昭和58年）にかけて8両が苗穂工場にて近代化改造工事を受けた。改造に際しては台車をトキ25000形の廃車発生品に交換、翼の駆動を油圧式とし、車体はディーゼルエンジンを積んだ箱型のものとなった。近代化改造された車両は750番台（キ750 - キ757）に改番された。

## 運用の変遷
本形式は北海道地区、本州でも奥羽本線と新潟地区で使用されたが、除雪用モーターカーやDD15形・DE15形などが増備されるとこれらが構内の除雪にも使用されるようになり、本形式は老朽化も相まって次第に使用されなくなる一方、近代化した750番台はキ100形の置換用途で逆に本線でも使用されている。1987年（昭和62年）4月の国鉄分割民営化に際しては4両（キ750、キ752、キ754、キ757）が北海道旅客鉄道（JR北海道）に継承されたが、1993年（平成5年）8月27日に最後まで在籍した2両（キ752、キ757）が廃車になり、形式消滅した。

## 保存車
| 画像 | 番号  | 所在地                                           | 備考 |
| ---- | ----- | ------------------------------------------------ | ---- |
|      | キ703 | 北海道網走郡津別町字相生 旧北見相生駅跡          |      |
|      | キ704 | 北海道河東郡音更町 交通公園                      |      |
|      | キ718 | 北海道小樽市手宮1丁目3-6 小樽市総合博物館        |      |
|      | キ752 | 北海道小樽市手宮1丁目3-6 小樽市総合博物館        |      |
|      | キ754 | 北海道北見市常盤町1丁目 オホーツク鉄道歴史保存会 |      |
|      | キ756 | 北海道三笠市幌内町2丁目287 三笠鉄道記念館        |      |